# Cérémonial (scoutisme)
Pour les articles homonymes, voir Cérémonial.
Dans le scoutisme, le cérémonial appelé aussi coutumier est un guide pratique décrivant l'ensemble des usages et coutumes de l'association scoute qui l'édite. Il regroupe le déroulement des cérémonies, gestes, l'uniforme, insignes, rassemblements, mouvements, inspections, habitudes, chants particuliers et textes propres à l'association. Il sert de référence ou de règles plus ou moins strictes pour tout membres de l'association. Toutes les associations n'en possèdent pas et il est généralement propre à chaque associations. Le therme cérémonial est aussi utilisé pour la description du déroulement d'une cérémonie scoute en dehors d'un ouvrage spécifique.

## Origines
Au départ du scoutisme le livre Scouting for boys de Baden Powell a servis de base pour les usages scouts, mais souvent  en les adaptant. En France dès 1911, les Éclaireurs de France ont refusé de traduire l'ouvrage et achètent les droits de traduction pour l'adapter et l'utiliser en ligne directrice et publient en 1912 le Livre de l'Éclaireur adapté à la France, qui n'est pas une traduction littéraire de Scouting for Boys. Par la suite avec l'évolution du scoutisme, des uniformes et des pratiques, certaines associations ont créé un cérémonial qui leur est propre, pour regrouper toutes leurs règles de cérémonie. Pour les mouvements qui en possèdent il est indispensable aux chefs de l'association.

### En France
Les Scouts de France sortent leur premier cérémonial en 1929 à la suite de l'adoption de nouveaux déroulements de leurs cérémonies. Il sera réédité 7 fois jusqu'en 1959 avec des modifications en fonctions de l'évolution du mouvement (changement d'insignes, de règlements). À la suite d'une grande réforme en 1964 ils n'en utilisent plus. Vers 1989 sera lancé le projet d'un nouveau cérémonial qui peut encore être consultable sur des sites de groupe locaux et sur Scoutopédia, mais il ne sera pas officialisé. Le cérémonial des Scouts de France à servi de modèle pour d'autres mouvements, notamment pour la Fédération des scouts catholiques de la province de Québec.
L'Association des guides et scouts d'Europe utilisent un cérémonial. Les premières éditions ont été éditées dès le début des années 1960 et il est réédité régulièrement avec des modifications en fonctions de l'évolution du mouvement et toujours utilisé. La onzième édition est sortie en 2021.
Les Éclaireurs Unionistes de France l'appel coutumier il en existait au moins depuis 1945.
Les Éclaireurs de France ont édité à 3 reprise l'ouvrage intitulé « Le cérémonial » préfacé par Pierre François. En 1948, parmi les réformes mises en œuvre, la Loi et la Promesse sont assouplies afin de les adapter à l'évolution de la société. Elles deviennent la « règle du jeu scout ». Mais il n'est plus exigé une attitude idéale en tous lieux et en tous moments.Au début des années 1990, les EEDF on fait le choix de rénover les notions de loi et de promesse, peu pratiquées à l’époque, en rédigeant la Règle d’Or. La Règle d’Or offre au jeune un système de valeurs et décline les principes qui fondent l'association : la laïcité, la coéducation, la démocratie, la solidarité, l'écocitoyenneté.
Dans le guide du responsable d'unité de 1919, il est précisé que  la Promesse et la Loi scoutes sont au centre de la Méthode scoute. Elles constituent un engagement personnel volontaire sur un ensemble de valeurs partagées. En 2011, dans les "dossiers de l'animation" un article fait le point sur la Règle d'or, la loi et la promesse. Il précise que l'engagement (ou la promesse) sont un acte d'affirmation personnelle.
Les Scouts de Riaumont (France) utilisent un coutumier.
Les Éclaireurs Neutre de France (ENF) utilisent un cérémonial,.
Les Europa Scouts utilisent un cérémonial.
Les Scouts Unitaires de France utilisent  un recueil nomé TI-TA-TI : le recueil des cérémoniaux.

### À l'étranger
Les mouvements membres de l'Union internationale des guides et scouts d'Europe utilisent généralement un cérémonial qui existe dans plusieurs langues,.
En Argentine l'Asociación Scout Católicos Diocesanos utilise un cérémonial.
En Belgique Les Scouts Baden-Powell de Belgique utilisent un cérémonial.
Au Canada La Fédération des scouts catholiques de la province de Québec utilisent un cérémonial dès 1954 qu'ils ont simplifié en 1971.
En Espagne l'ASDE - Scouts de Extremadura utilise un cérémonial.
Au Liban les Scouts du Liban (SDL) utilisent un cérémonial.
Au Pérou les Scouts del Perú utilisent un Manual de protocolos y ceremoniales scout.
Au Sénégal Les Scouts du Sénégal utilisent un cérémonial.
Au Venezuela l'Association de Scout de Venezuela utilise un cérémonial.

## Contenus

### Cérémonies

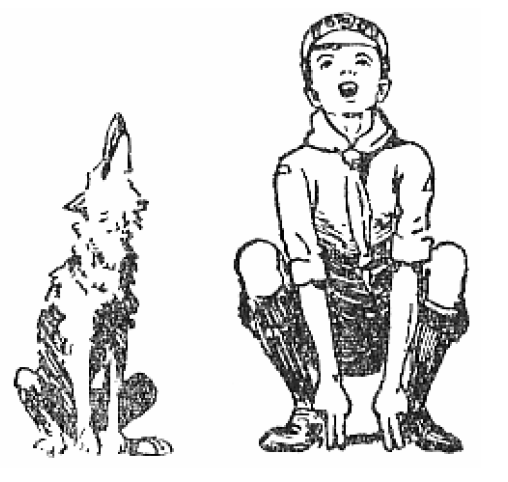
Grand Hurlement

Il décrit toutes les cérémonies, leurs déroulements et les textes à y prononcer.
- Promesses.
- Allégeances.
- Investitures.
- Engagements Raider, Pilote, Guide-aînée, Départ Routier.
- Changement de branches : Montée à la troupe, à la compagnie, au clan, au Feu.
- Admission Pilote.
- Remise de flots.
- Cérémonie des couleurs.
- Grand Hurlement.
- Reconnaissance officielle

### Textes

l'Uniforme

Il décrit différents textes fondamentaux ou réglementaires. On peut aussi y trouver un historique du mouvement.
- Les lois scoutes et guides.
- Les principes.
- Les devises.
- Les maximes.
- Les chartes.
- Les historiques divers.

### Uniformes
Il décrit les uniformes à porter pour les différentes branches et le positionnement des insignes sur l'uniforme.
- Type de coiffe.
- Type et couleur de chemise.
- Type et couleur de pullover.
- Type et couleur de pantalon, jupe ou short.
- Couleur des foulards.
- Badges.
- Insignes officiels.

### Coutumes
- Les saluts.

Le salut

- Les positions (au repos, au prêt...).
- le port et description des emblèmes, pavillons, étendards, baussant, flammes et fanions.
- Les conventions pour se rassembler.
- Les signes de ralliement.
- Les couleurs des patrouilles
- Les chants
- L'acclamation